# Завітне (Феодосійський район)
Заві́тне (до 1945 року — Савурчи́, крим. Savurçı) — село Феодосійського району Автономної Республіки Крим. Розташоване на заході району. Від 2014 року окуповане Росією.

## Назва
Село засноване 1945 року. Тоді два старіших села — Татар Савурчи (крим. Tatar Savurçı) та Немсе Савурчи (крим. Nemse Savurçı) — об'єднали в одне село.

## Населення
Згідно із відомостями усеукраїнського перепису населення 2001 року, в селі живе 1841 осіб. Згідно з «переписом 2014 року», здійсненим окупаційною владою Криму, населення склало 1628 осіб.